# О-Грове
О-Грове (гал. O Grove, ісп. El Grove) — муніципалітет в Іспанії, у складі автономної спільноти Галісія, у провінції Понтеведра. Населення — 11 250 осіб (2009).
Муніципалітет розташований на відстані близько 490 км на північний захід від Мадрида, 19 км на захід від Понтеведри.

## Демографія
Динаміка населення (INE ):

## Галерея зображень

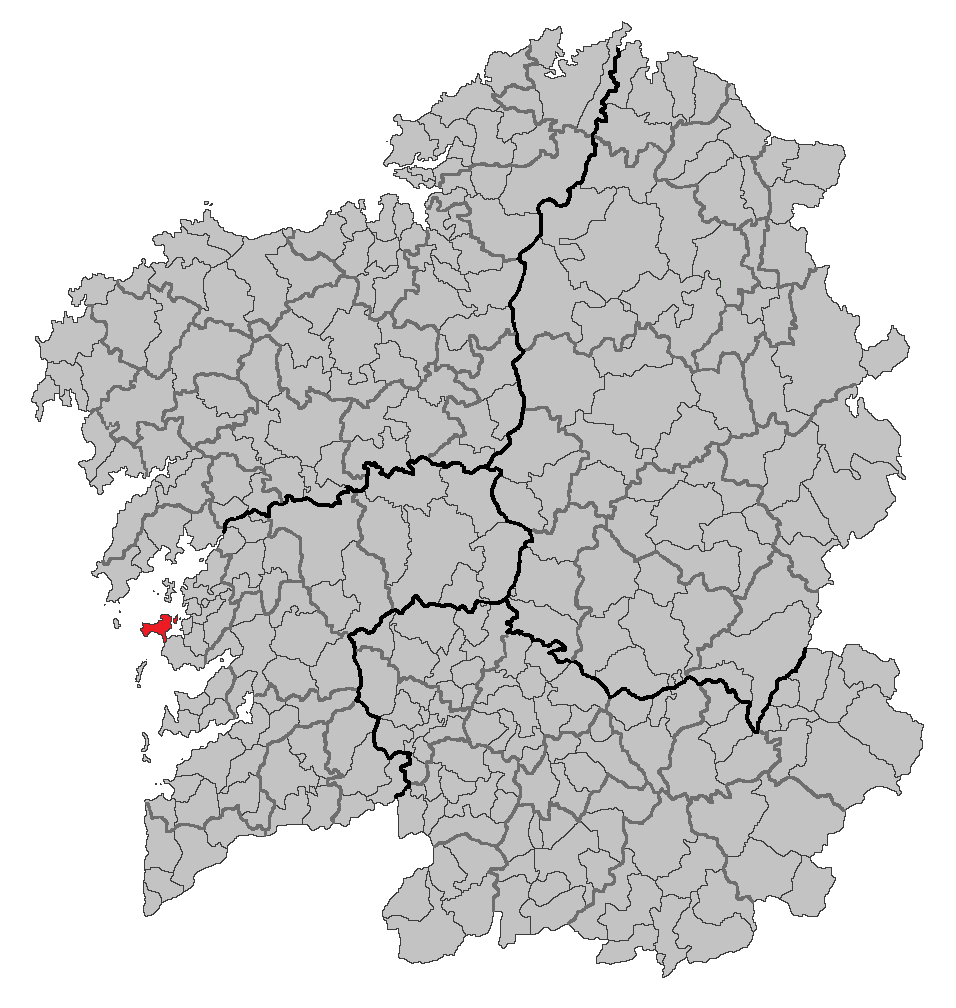
Розташування муніципалітету
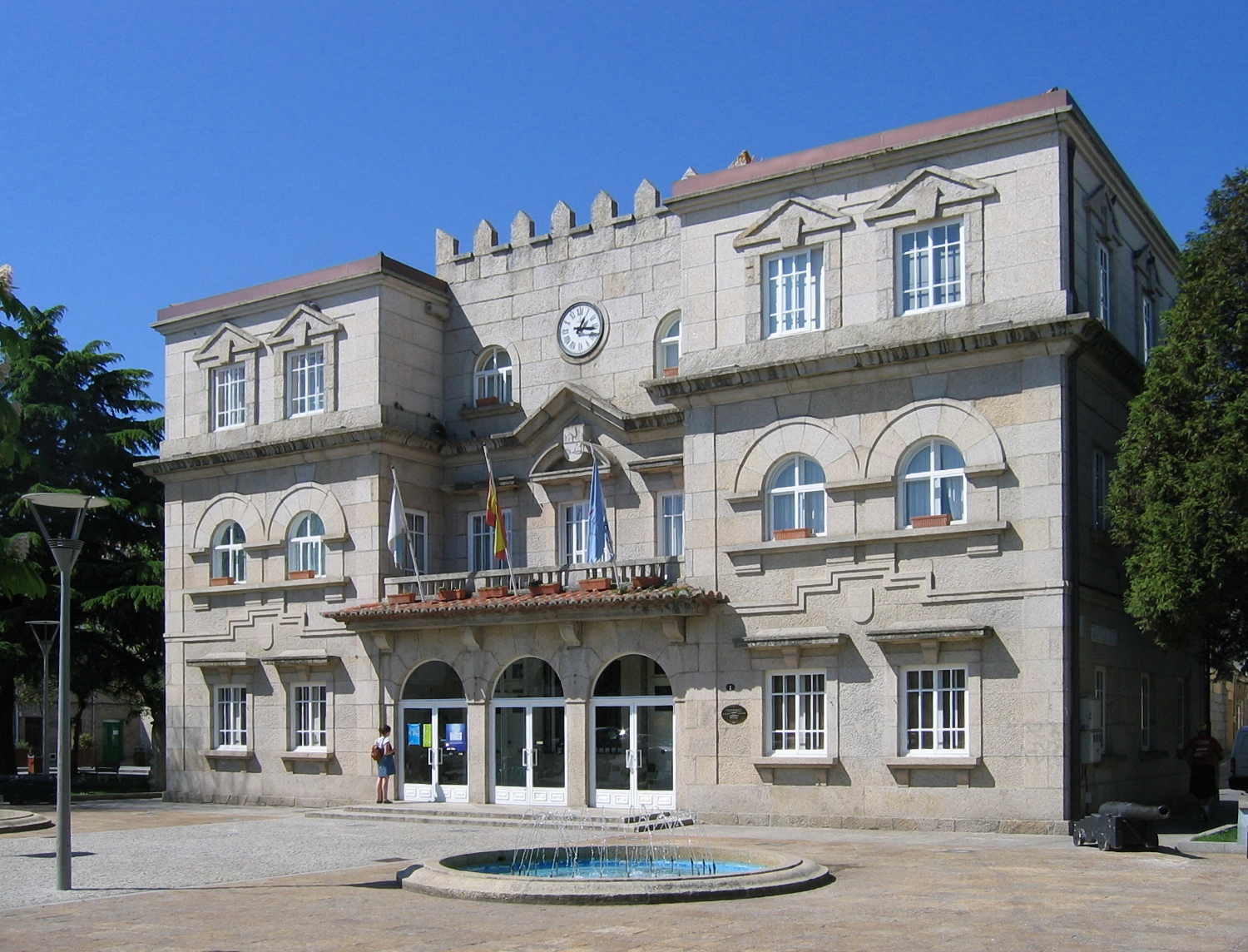
Муніципалітет О-Грове
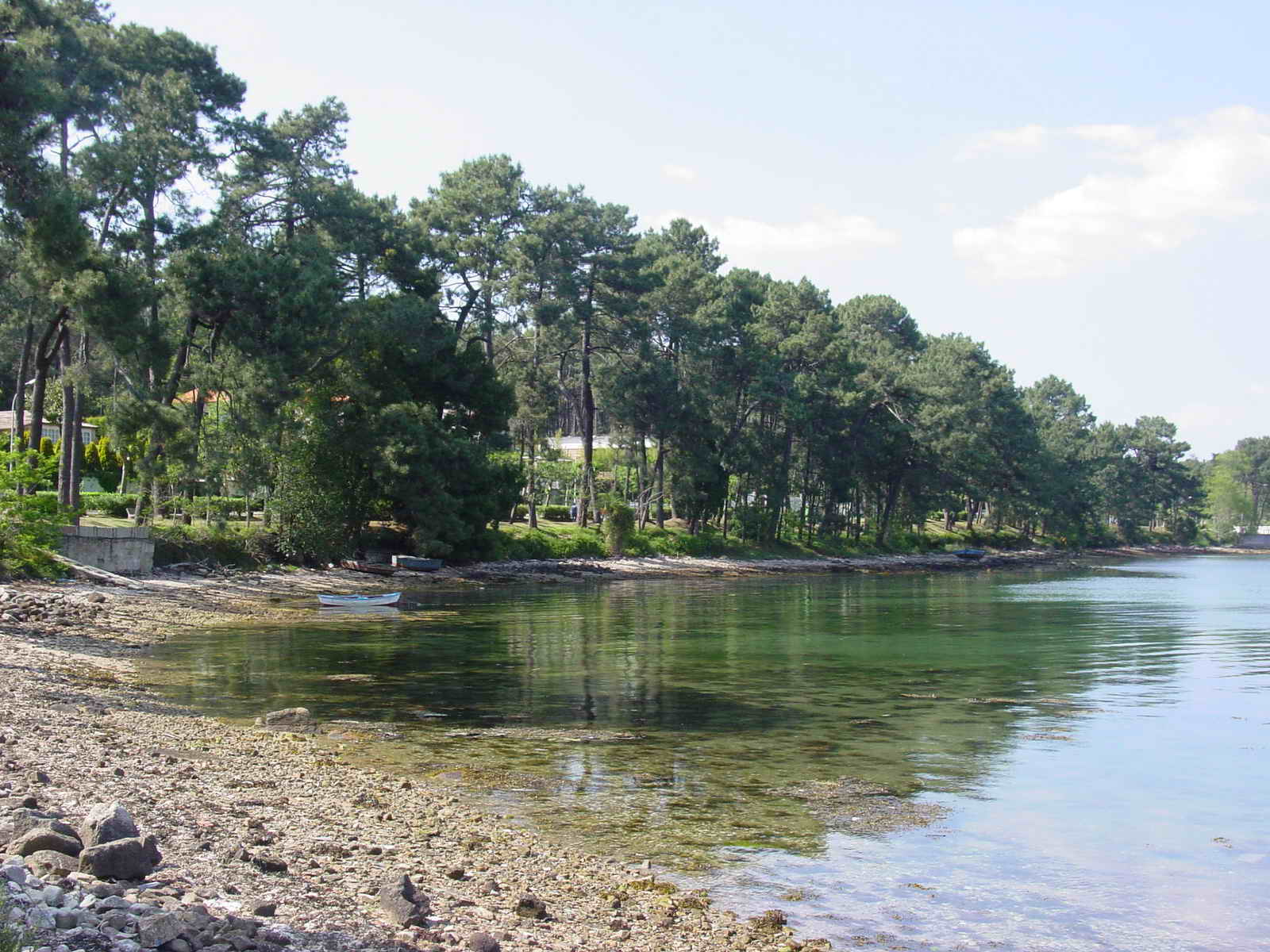
Острів Ла-Тоха